# Cidnos
Cidnos (llatí Cydnus) fou un riu de la Cilicia Campestris que naixia a les muntanyes del Taure, al damunt de Tars i desaiguava a la mar a la regió del llac Khegma. La seva aigua era molt freda i quasi mata a Alexandre el Gran. El riu era navegable fins a Tars per vaixells petits.
El riu es va dir Barada o Baradan sota domini àrab i Tersoos sota els otomans (Tarsus Çay) que correspon a l'àrab Djayhun. La ciutat de Tars (Tersoos) va portar per un temps el nom d'Antioquia del Cidnos (Antiochia ad Cydnus). Actualment duu el nom de Berdan

## Història
En la mitologia grega Cidne o Cidnos era un déu-riu, fill d'Oceà i de Tetis i germà de les Oceànides. Una tradició a Cilícia el fa enamorat de Cometo, amb la que va tenir un fill, Parteni.